# Стюарт, Джеймс, «Чёрный рыцарь Лорна»
Джеймс Стюарт, черный рыцарь Лорна (англ. James Stewart, the Black Knight of Lorn; ок. 1389 — ок. 1451) — шотландский дворянин из дома Стюарт, второй муж Джоан Бофорт, вдовствующей королевы Шотландии.

## Ранняя жизнь
Черный рыцарь Лорна родился в Иннермите, Шотландия. Его отцом был сэр Джон Стюарт из Иннермита (умер 26 апреля 1421), посол Шотландии в Англии. Он был по прямой мужской линии потомком Александра Стюарта, 4-го лорда-стюарда Шотландии (ум. 1283), через его второго сына, сэра Джона Стюарта из Бонкиля (ум. 1298), который погиб в битве при Фолкерке. Его мать Изабелла Макдугалл (ум. 1439), была потомком Элизабет де Бург, второй жены короля Шотландии Роберта I Брюса.

## Политическая карьера
Джеймс был младшим братом Роберта Стюарта, 1-го лорда Лорна (1382—1449). Джеймс был союзником Черных Дугласов, графов Дуглас. После убийства короля Шотландии Якова I Стюарта в 1437 году Арчибальд Дуглас, 5-й граф Дуглас, стал регентом королевства при малолетнем королем Якове II. Стюарты из Лорна были одними из самых верных его сторонников, и их сила значительно возросли, а клан Дугласов контролировал Шотландию и короля в течение семи лет. В 1439 году после смерти 5-го графа Дугласа от лихорадки власть в королевстве перешла к Уильяму Крайтону (ум. 1454), 1-му лорду Крайтону, канцлеру Шотландии, и сэру Александру Ливингстону (ум. 1451), губернатору замка Стерлинг.
Джеймс Стюарт женился на Джоан Бофор, вдовствующей королеве Шотландии, став отчимом молодого монарха Якова II Стюарта. Джеймс Стюарт и его союзники Дугласы планировали захватить молодого Якова II, который находился у клана Ливингстон у замке Стерлинг. Тем не менее, Александр Ливингстон арестовал леди Джоан 3 августа 1439 года, заключив ее в замке Стерлинг, а сэр Джеймс и его брат сэр Уильям были брошены в тюрьму. Позже их отпустили за хорошее поведение. Джеймс Стюарт получал разрешение на безопасный проезд в Англию в 1445, 1447 и 1451 годах. Он был якобы захвачен в море фламандскими пиратами и предан смерти после 1451 года. Но он все еще был жив в 1453—1454 годах, когда он предлагал королю Шотландии Якову II Стюарту помочь в освобождении из заключении Эдмунда Бофорта, герцога Сомерсета. Сомерсет тогда был заключенным в Лондонском Тауэре, а герцог Ричард Йоркский руководил правительством.

## Семья
До 21 сентября 1439 года Джеймс Стюарт женился на Джоан Бофорт (1404—1445), королеве-консорте Шотландии и вдове Якова I Стюарта. У них была папское разрешение на заключение брака. Она была дочерью Джона Бофорта, 1-го графа Сомерсета (сын Кэтрин Суинфорд и Джона Гонта, 2-го герцога Ланкастера, и внук короля Англии Эдуарда III) и его жены леди Маргарет Холланд, дочери Томаса Холланда, 2-го графа Кента, и Джоан Прекрасной Девы Кента.
У Джеймса Стюарта и Джоан Бофорт было трое детей:
- Джон Стюарт, 1-й граф Атолл (ок. 1440—1512)
- Джеймс Стюарт, 1-й граф Бьюкен (1442—1499)
- Эндрю Стюарт (ок. 1443—1501), епископ Морея (1483—1501).